# Grevillea mollis
Grevillea mollis là một loài thực vật có hoa trong họ Quắn hoa. Loài này được Olde & Molyneux miêu tả khoa học đầu tiên năm 1994.